# Carolina Beauregard Martínez
Carolina Beauregard Martínez (25 de octubre de 1983) es una política mexicana, miembro del Partido Acción Nacional. Ha sido diputada al Congreso de Puebla y diputada federal.

## Biografía
Es licenciada en Ciencia Política, egresada de la Universidad Popular Autónoma del Estado de Puebla (UPAEP), misma institución en que la ejerció como docente en la Facultad de Ciencias de la Comunicación. Así mismo, cuenta con una maestría en Acción Política, Fortalecimiento Institucional y Participación Ciudadana en el Estado de Derecho por la Universidad Francisco de Vitoria en España.
En 2014 fue elegida diputada a la LIX Legislatura del Congreso del Estado de Puebla por el distrito 10 local con cabecera en Izúcar de Matamoros y que terminó en 2018. En ella, fue presidenta del comité de Atención Ciudadana; secretaria de los comités de Desarrollo Social; y, de Medio Ambiente, Recursos Naturales y Cambio Climático; así como vocal de las comisiones de Migración y Asuntos Internacionales; de Derechos Humanos; de Participación Ciudadana; de Igualdad de Género; y, de Familia y los Derechos de la Niñez.
En las elecciones de 2021 fue postulada candidata a diputada federal por el Distrito 11 de Puebla por la coalición Va por México, logrando a victoria y siendo elegida para la LXV Legislatura que concluyó en 2024. En la Cámara de Diputados fue secretaria de la comisión de Vivienda; e integrante de las comisiones de Comunicaciones y Transportes; y, de Turismo.